# Бромід калію
Бромі́д ка́лію — неорганічна сіль сильної бромідної кислоти і сильного лугу — гідроксиду калію складу KBr.
Застосовується у фотографії для виготовлення фотоплівок, в органічному синтезі як агент бромування. У медицині використовується як протисудомний і седативний препарат.

## Фізичні властивості
Бромід калію є білим порошком (гранулами) або безбарвнимим кристалами із солонувато-гірким смаком. Речовина є гігроскопічною, добре розчиняється у воді і мало розчиняється в етерах.
| 0 °C | 10 °C | 20 °C | 25 °C | 30 °C | 40 °C | 50 °C | 60 °C | 70 °C | 80 °C | 90 °C | 100 °C |
| ---- | ----- | ----- | ----- | ----- | ----- | ----- | ----- | ----- | ----- | ----- | ------ |
| 35,0 | 37,3  | 39,4  | 40,4  | 41,4  | 43,2  | 44,8  | 46,2  | 47,6  | 48,8  | 49,8  | 50,8   |

## Отримання
Бромід калію може бути отриманий з брому, що розчинений у морській воді:
{\displaystyle \mathrm {3K_{2}CO_{3}+3Br_{2}\longrightarrow 5KBr+KBrO_{3}+3CO_{2}} }
Бромат калію є менш розчинним у воді, тому його відфільтровують і направляють на відновлення залізом. Після відділення оксиду заліза, з розчину кристалізується бромід.
Однією з варіацій методу є використання амоніаку як відновника:
{\displaystyle \mathrm {3K_{2}CO_{3}+3Br_{2}+NH_{3}\longrightarrow 6KBr+N_{2}+3CO_{2}+3H_{2}O} }
Альтернативним способом, що також не включає утворення бромату, є взаємодія карбонату калію з бромідом заліза(II, III). Останній синтезують обробкою залізних ошурок 35 % водним розчином брому, з якого кристалізується гідрат Fe3Br8·16H2O. Отриманий бромід заліза нагрівається до кипіння із невеликим надлишком 15 % розчину карбонату калію:
{\displaystyle \mathrm {Fe_{3}Br_{8}\cdot 16H_{2}O+4K_{2}CO_{3}{\xrightarrow {boiling}}\ 8KBr+Fe_{3}O_{4}+4CO_{2}+16H_{2}O} }
Менш поширеним способом отримання броміду калію є взаємодія брому із теплим розчином гідроксидом калію:
{\displaystyle \mathrm {3Br_{2}+6KOH{\xrightarrow {t}}\ 5KBr+KBrO_{3}+3H_{2}O} }
Утворена бромідно-броматна сольова суміш повністю висушується, а згодом відновлюється нагріванням із вугіллям:
{\displaystyle \mathrm {2KBrO_{3}+3C{\xrightarrow {t}}\ 2KBr+3CO_{2}} }

## Хімічні властивості
Бромід калію повністю дисоціює у воді, pH водного розчину солі дорівнює 7 (нейтральне середовище).
{\displaystyle \mathrm {KBr\leftrightarrows K^{+}+Br^{-}} }
При взаємодії із сильними кислотами, може брати участь в реакціях обміну:
{\displaystyle \mathrm {KBr+H_{2}SO_{4}\longrightarrow K_{2}SO_{4}+2HBr} }
{\displaystyle \mathrm {2KBr+3H_{2}SO_{4(conc.)}{\xrightarrow {t}}\ 2KHSO_{4}+SO_{2}\uparrow +Br_{2}\uparrow +2H_{2}O} }
Бром у сполуці здатен заміщатися більш активним хлором:
{\displaystyle \mathrm {2KBr+Cl_{2}{\xrightarrow {boiling}}\ 2KCl+Br_{2}\uparrow } }
У кислому середовищі бромід калію проявляє відновні властивості:
{\displaystyle \mathrm {5KBr+KBrO_{3}+3H_{2}SO_{4}\longrightarrow Br_{2}+3K_{2}SO_{4}+3H_{2}O} }
{\displaystyle \mathrm {2KBr+MnO_{2}+2H_{2}SO_{4(conc.)}\longrightarrow Br_{2}+K_{2}SO_{4}+MnSO_{4}+2H_{2}O} }

## Застосування
Бромід калію використовується для отримання нерозчинного броміду срібла, який в свою чергу застосовується в фото- і кіноплівках. Також KBr є агентом бромування в органічному синтезі, компонентом бромід-броматної суміші у титриметричному аналізі (броматометрія).
У медицині, зокрема, у ветеринарній справі, бромід калію є протисудомним і седативним препаратом; полегшує приступи алергії, спровоковані дрозофілами.